# 에치젠토고역
에치젠토고역(일본어: 越前東郷駅)은 일본 후쿠이현 후쿠이시에 위치한 서일본 여객철도 에쓰미호쿠 선의 철도역이다. 단선 승강장 1면 1선의 구조를 갖춘 지상역이다.

## 역 주변
- 후쿠이 시립 도고 초등학교

## 역사
- 1960년 12월 15일 : 에쓰미호쿠 선이 가도하라역까지 개업했던 때에 설치.
- 1987년 4월 1일 : 일본국유철도 분할 민영화에 의해, 서일본 여객철도가 승계.
- 2004년
  - 7월 18일 : 폭우에 의해 에쓰미호쿠 선 전 노선 운행 중지.
  - 9월 11일 : 이 역을 포함한 에치젠하난도역 - 이치조다니 역 간의 운행이 재개되었다. 동시에 업무위탁역으로 전환.
    - 이치조다니 역으로의 대행 버스 연장 운행이 오질 않기 때문에, 열차로부터 대행 버스로의 환승은 이 역까지 운행됨.
- 2007년 6월 30일 : 마지막까지 운행이 개통되지 않았던 이치조다니 역 - 미야마역 간이 영업 재개되어, 따라서 폭우에서 3년동안 전면 개통. 대행 버스 영업 종료.
- 2008년 4월 1일 : 다시 무인화.

## 인접 역
| 서일본 여객철도 에쓰미호쿠 선     | 서일본 여객철도 에쓰미호쿠 선 | 서일본 여객철도 에쓰미호쿠 선 |
| --------------------------------- | ----------------------------- | ----------------------------- |
| 아스와 후쿠이 · 에치젠하난도 방면 | ■ 구즈류코 선                 | 이치조다니 구즈류코 방면      |